# イリュリオス

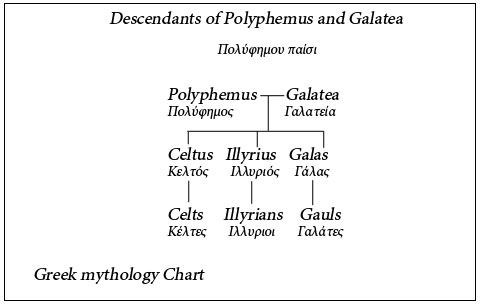
アッピアノスによるイリュリオスの系譜。

イリュリオス（古希: Ἰλλύριος, Illyrios）は、ギリシア神話の人物である。テーバイの王カドモスとハルモニアーの子で、アウトノエー、イーノー、セメレー、アガウエー、ポリュドーロスと兄弟。イリュリアの名祖で、カドモスがイリュリア人の王となった後に生まれたとされる。
一説によれば（アッピアノス）、イリュリオスはポリュペーモスとガラテイアの子で、ガラース、ケレースと兄弟であり、それぞれイリュリア人、ガラテイア人、ケルト人の祖であるとされる。